# Liebherr LTM 1500-8.1

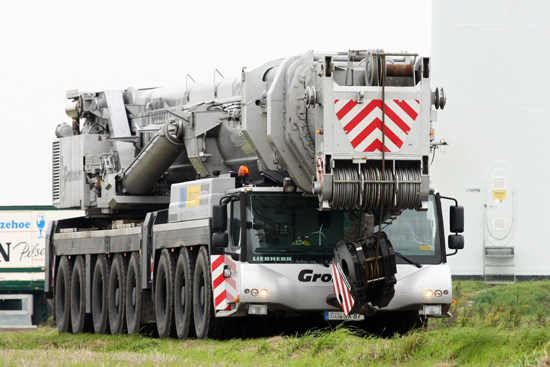
LTM 1500-8.1-Kran

Der achtachsige Fahrzeugkran Liebherr LTM 1500-8.1 ist mit einem 4-teiligen, 50 m langen, oder einem 7-teiligen, 84 m langen Teleskopausleger ausgestattet und verfügt damit über einen der weltweit längsten Teleskopausleger. Mit der Auslegerabspannung werden die Traglasten erheblich gesteigert. Die bis 91 m lange Gitterspitze erweitert den Einsatzbereich des 500-Tonners bis 145 m Hubhöhe und 108 m Reichweite. Der LTM 1500-8.1 ist, wie die meisten modernen Fahrzeugkrane, als All-Terrain-Kran gebaut.
Die Bezeichnung LTM steht für Liebherr Teleskop Mobilkran, 1500 benennt nach einer führenden 1 die Tragfähigkeit von 500 t, 8 ist die Anzahl der Achsen des Fahrgestells und 1 die Versionsnummer.

## Technische Daten

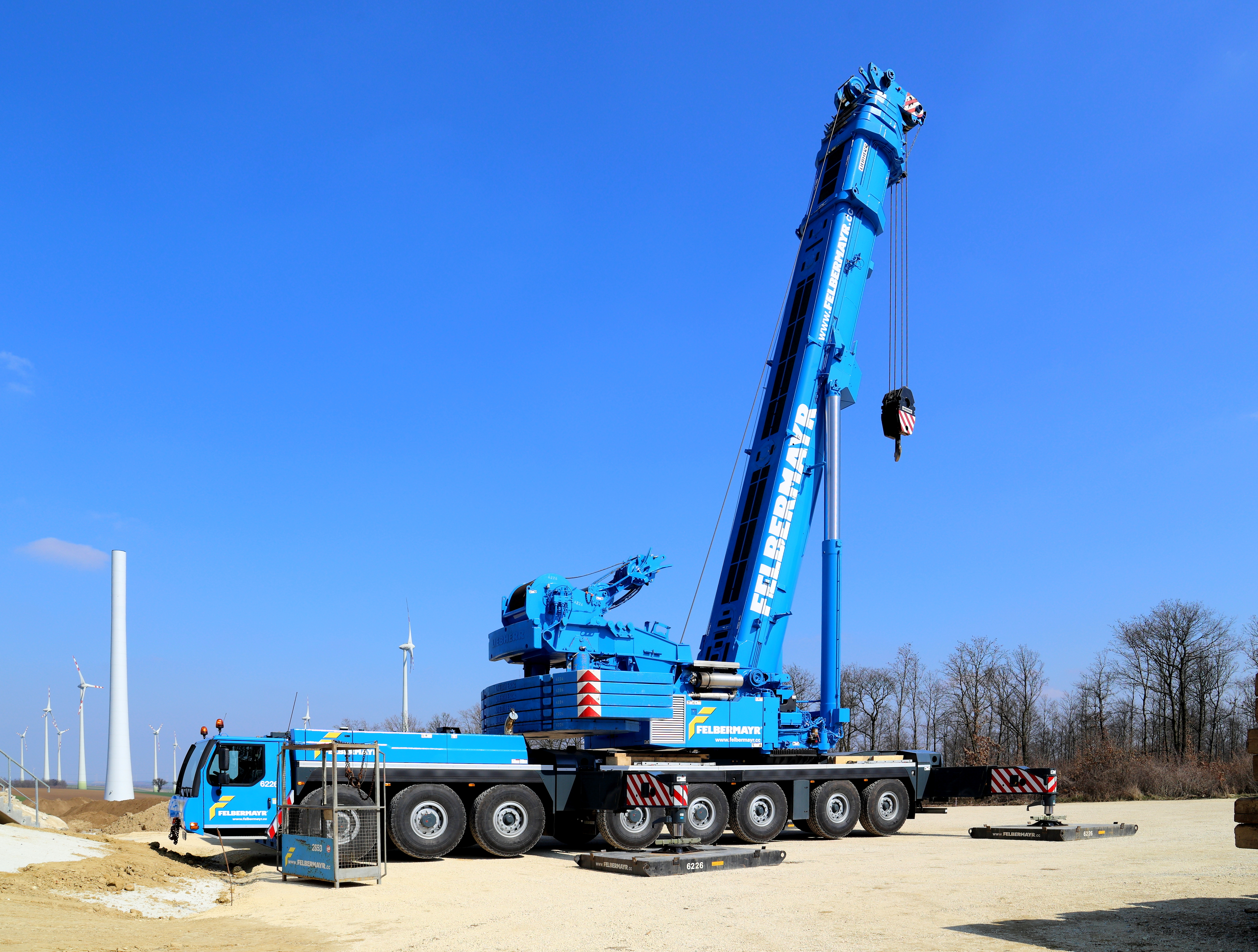
Seitenansicht des Kranes (Werknr. 095296, Bj. 2015)

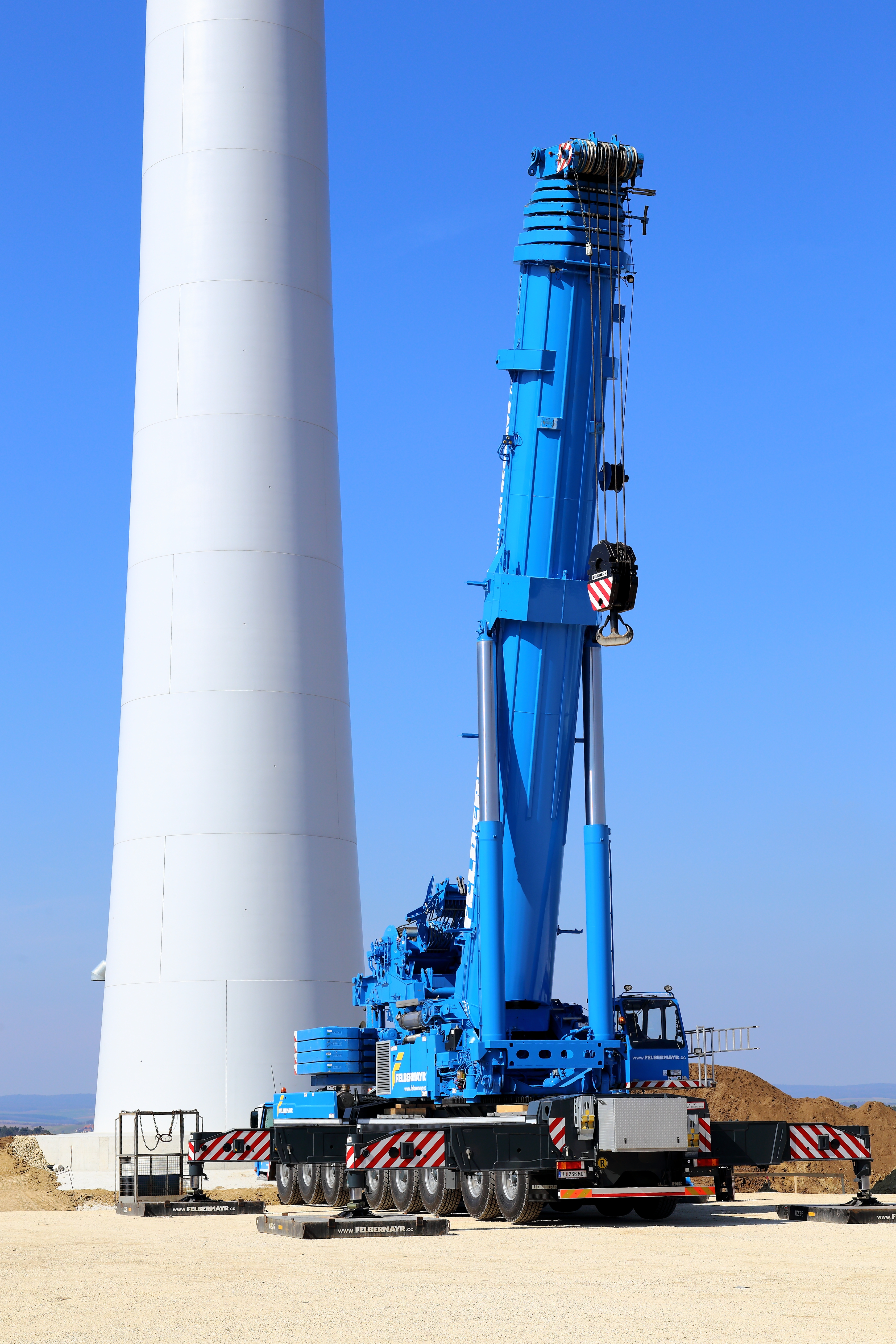
Kran mit aufgestelltem 7-teiligen Teleskopausleger

- Max. Traglast bei Ausladung: 500 t bei 3 m Radius
- Teleskopausleger:  16,1–84 m
- feste Gitterspitze:  6–63 m
- wippbare Gitterspitze: 21–91 m
- Antrieb/Lenkung:  16 × 8 × 12
- Fahrgeschwindigkeit:  80 km/h
- Einsatzgewicht:  96 t

### Leistung
- Fahrmotor/Leistung:  Liebherr, 8-Zylinder-Turbo-Diesel, 500 kW
- Kranmotor/Leistung:  Liebherr, 6-Zylinder-Turbo-Diesel, 240 kW

### Ballast
- Gesamtballast:  165 t

### Unterwagen
- Breite:       3,00 m
- Länge:       20,97 m
- Gesamthöhe:   4,00 m
- Anzahl der Achsen: 8
- 16 Reifen